# Descente de la Halle-aux-Poissons
La descente de la Halle-aux-Poissons (en occitan : davalada del Mercat Peissonièr) est une voie de Toulouse, chef-lieu de la région Occitanie, dans le Midi de la France.

## Situation et accès

### Description
La descente de la Halle-aux-Poissons est une voie publique. Elle se trouve au nord-ouest du quartier des Carmes.
Elle est longue de 154 mètres. À son origine, dans le prolongement de l'avenue de la Garonnette, elle a une largeur de 7 mètres. Elle suit alors un parcours relativement rectiligne et s'élargit jusqu'à 10 mètres, avant d'obliquer à 90°. Elle ne fait alors plus que 3 mètres de large. Elle rejoint la place du Pont-Neuf et la rue des Couteliers, au carrefour desquelles elle se termine avec une largeur 5 mètres.
La chaussée ne compte qu'une seule voie de circulation automobile en sens unique, de l'avenue de la Garonnette vers la rue des Couteliers. Elle appartient à une zone de rencontre et la vitesse y est limitée à 20 km/h. Il n'existe pas de bande, ni de piste cyclable, quoiqu'elle soit à double-sens cyclable.
Depuis 1943, les côtés ouest et nord de la rue sont protégés comme site inscrit avec l'ensemble des rives de la Garonne. Cette protection est complétée en 1988 par un site classé qui regroupe le plan d'eau et berges de la Garonne.

### Voies rencontrées
La descente de la Halle-aux-Poissons rencontre les voies suivantes, dans l'ordre des numéros croissants (« g » indique que la rue se situe à gauche, « d » à droite) :
1. Avenue de la Garonnette
2. Place du Pont-Neuf (g)
3. Rue des Couteliers (d)

### Transports
La descente de la Halle-aux-Poissons n'est pas directement desservie par les transports en commun. Elle débouche cependant, au nord, sur la place du Pont-Neuf, traversée par la navette Ville, ainsi que par la ligne de bus 44, qui rejoint la place Étienne-Esquirol où se trouve la station du même nom, sur la ligne de métro .
Les stations de vélos en libre-service VélôToulouse les plus proches sont les stations no 27 (122 quai de Tounis) et no 49 (52 rue des Couteliers).

## Odonymie

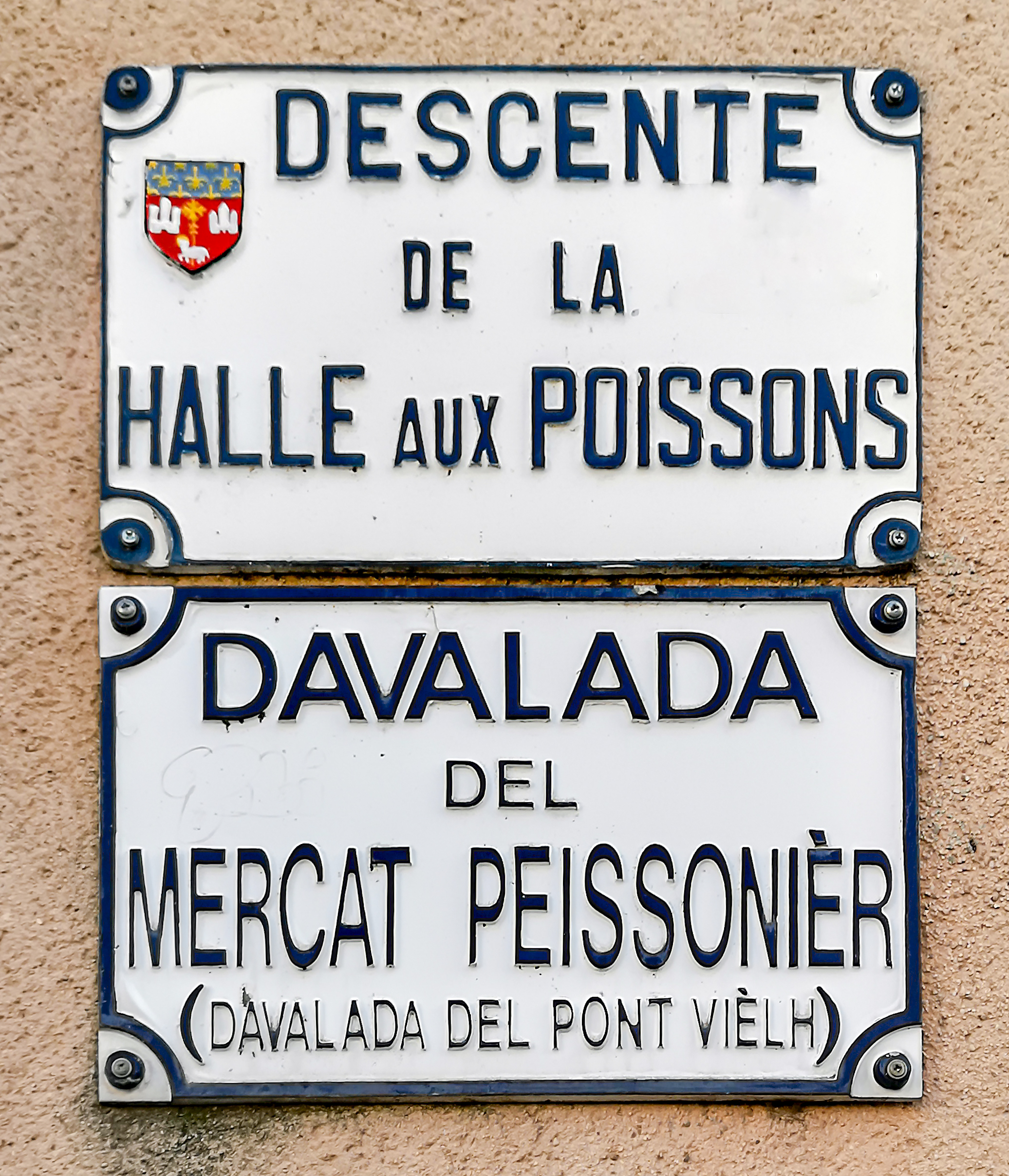
Plaques de rue en français et en occitan.

La descente de la Halle-aux-Poissons porte ce nom à cause de l'ancienne Halle aux poissons, construite en 1552, puis reconstruite plusieurs fois, notamment en 1759, qui avait issue dans cette rue (actuel no 15),.
Cette voie portait d'abord au XIIe siècle le nom de rue ou descente du Pont-Vieux. En effet, les piles du Pont Vieux se trouvaient le long de cette rue et la dernière arche en est encore visible (actuel no 53 rue des Couteliers). Ce nom de rue du Pont-Vieux était également donné à la partie de la rue Peyrolières qui va jusqu'à la rue Clémence-Isaure : ce n'est qu'après le percement de la place du Pont-Neuf, dans la seconde moitié du XVIIe siècle, que le nom ne fut conservé que pour la voie actuelle. Elle ne devint rue ou descente de la Halle qu'au XVIIe siècle. En 1794, pendant la Révolution française, elle fut appelée rue Bon-secours, avant de retrouver son nom actuel,.

## Histoire

### Moyen Âge et période moderne
Au Moyen Âge, la descente du Pont-Vieux appartient au capitoulat du Pont-Vieux. Ce n'est alors qu'une simple voie en pente, étroite, qui permet de descendre jusqu'au bord de la Garonnette. Les immeubles qui en forment le côté sud ne sont que les issues des maisons de la rue des Couteliers (actuels no 51 à 55). Sur le côté nord se trouve, à la fin du XVe siècle, le vaste immeuble de Guillaume Chalon, capitoul en 1516-1517. Au bas de la rue, le Pont-Vieux relie la ville de Toulouse, sur la rive droite de la Garonne, au faubourg Saint-Cyprien, sur la rive gauche, en s'appuyant sur la pointe nord de l'île de Tounis. Ce pont, probablement construit au XIIe siècle, avait été construit avec des matériaux plus anciens et s'appuyait sur les ruines de l'ancien aqueduc de Lardenne, construit au Ier siècle.
Le marché aux poissons se tenait depuis 1350 rue des Bancs-Majous ou des Grands-Bancs, dans la Halle des Bancs-Majous ou Halle vieille (emplacement de l'actuel no 14 rue Saint-Rome). En 1493, à cause de l'insalubrité et des plaintes des habitants du quartier, les capitouls décident de déplacer la halle aux poissons près de la Garonne et du Pont-Vieux, mais les travaux se font attendre. En 1533, on fait installer par Pierre de Naves, à l'entrée du Pont-Vieux, des « badorques à merlus », c'est-à-dire des petites boutiques pour la vente de la morue. En 1551, l'immeuble de Guillaume Chalon est acheté par les capitouls à son fils, le marchand Jean Chalon, pour 2 500 livres, afin d'y construire enfin la Halle aux poissons, qui est terminée l'année suivante. Cette halle, vaste de 200 m2, est bordée par le Logis de la halle, construit dans le même temps.
Au milieu du XVIe siècle, le Pont-Vieux, ruiné par les inondations et le manque d'entretien, est définitivement détruit. Mais le Pont-Neuf, dont la construction a commencé en 1544, n'est toujours pas achevé et les problèmes de circulation entre les deux rives de la Garonne s'accroissent. Vers 1596, un pont en bois est construit, dans le prolongement de la descente du Pont-Vieux, au-dessus de la Garonnette, connu comme le pont de la Halle ou pont de Pigasse. Il permet de relier la descente, sur la rive droite, à l'île de Tounis. Entre 1609 et 1610, la Halle du Pont-Vieux est complètement reconstruite par Georges Alègre pour 4 000 livres. Elle est plus vaste et absorbe même la plus grande partie de la descente de la Halle-aux-Poissons. On place sur la façade, face à la Garonnette, un buste du roi Henri IV et des trophées sculptés par Pierre Souffron, qui avaient été destinés à la culée du Pont Neuf. En 1651, une partie du Logis de la halle s'effondre, mais il n'est pas reconstruit, car une partie du bâtiment restant est emportée par l'aménagement des nouvelles maisons de la place du Pont-Neuf, en 1659. En 1662, le buste d'Henri IV et les trophées sont d'ailleurs déplacés et posés sur la maison à l'angle du Pont-Neuf et de la place (en avant de l'actuel no 8 place du Pont-Neuf). À la même période, on dépose dans la halle la « cage de fer », dans laquelle étaient enfermés les blasphémateurs avant d'être plongés dans la Garonne.
En 1758, la toiture de la Halle aux poissons, qu'on réparait pourtant, s'effondre et le marché est transféré à la place de la Daurade, dans la salle d'audience de la Viguerie, supprimée en 1749 et restée inoccupée depuis cette date. L'année suivante, les travaux dirigés par l'architecte de la ville, Philippe Hardy, sont terminés, le marché revient dans la Halle aux poissons. La halle a été agrandie et couvre alors 400 m2. Un portail monumental surmonté d'un fronton triangulaire est d'ailleurs construit au même moment à l'entrée du passage qui mène à la Garonnette. En 1764, peu de temps après ces rénovations, c'est le pont de Pigasse, face à l'entrée de la Halle, qui s'écroule : les projets de reconstruction sont abandonnés et il est démoli complètement en 1767.

### Époque contemporaine

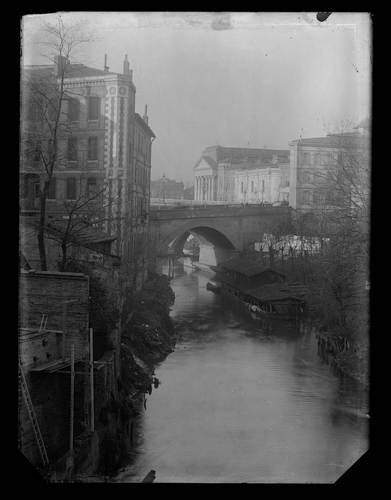
La Garonnette et un le long de la descente de la Halle-aux-Poissons, par Eugène Trutat (vers 1900, Archives municipales).

Au XIXe siècle, la nécessité d'un nouveau pont reliant la pointe nord de l'île de Tounis se fait sentir. Un pont suspendu, surnommé le « pont du fil de fer », premier du genre à Toulouse, est construit entre 1829 et 1831 entre la descente de la Halle-aux-Poissons et l'île de Tounis. Devenu inutile, il est cependant détruit peu de temps après : dans le prolongement des travaux d'aménagement d'un quai surélevé pour protéger l'île de Tounis des inondations de la Garonne, le quai de Tounis, en 1850, une arche reliant le quai de Tounis à la place du Pont-Neuf est jetée en 1854. Le bâtiment de la halle est quant à lui vétuste et les projets de rénovation s'accumulent, tels que le projet de halle métallique de Jean Bonnal, architecte de la ville, en 1855. En 1892, la Halle aux poissons est désaffectée, à cause de l'ouverture d'un nouveau marché, plus moderne, place Victor-Hugo.
Dans la deuxième moitié du XIXe siècle et dans la première moitié du siècle suivant, la rue conserve son côté populaire et sa fonction artisanale. Des bateaux-lavoirs sont amarrés sur la Garonnette, le long de la rue. Des entrepôts et des ateliers sont construits le long de la rue (actuels no 4-20 et no 3-11). En 1897, le bâtiment de l'ancienne halle est vendu au marchand Clément Sicre, qui fait détruire la toiture, probablement jugée trop dangereuse, ainsi que le portail monumental. De la rue, seules les quatre arches du rez-de-chaussée en témoignent encore,.
Entre 1947 et 1954, le cours de la Garonnette est asséché. La descente de la Halle-aux-Poissons est alors reliée à la nouvelle avenue de la Garonnette.

## Patrimoine et lieux d'intérêt

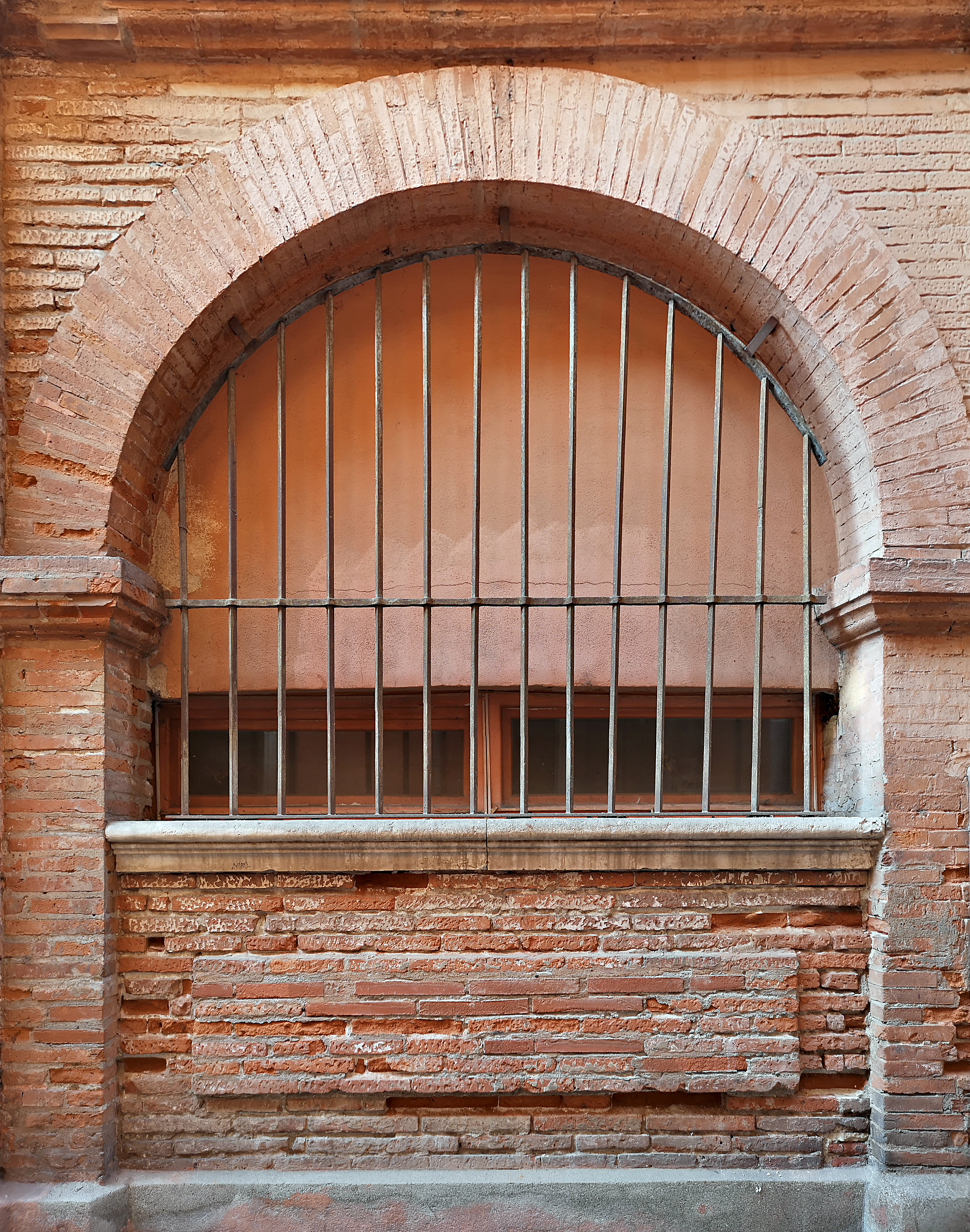
no 15 : une des arches vestigiales de la Halle aux poissons.

- no  14 : atelier Sicre. 
Ce bâtiment est une dépendance de l'immeuble Sicre (actuel no 37 rue des Couteliers) : il servait d'atelier pour Sicre Ainé, fabricant de chaises et de vannerie[13].

- no  15 : halle aux poissons. 
Une première halle aux poissons est aménagée au milieu du XVIe siècle, mais elle est complètement reconstruite en 1759 par l'ingénieur de la ville, Philippe Hardy. Elle est finalement désaffectée en 1892, à la suite de la construction du marché Victor-Hugo. 
On accédait à la halle par un portail monumental donnant sur un passage couvert, future descente de la Halle-aux-Poissons. À droite, une arcade ouvrait sur la salle de vente, halle d'environ 400 m2, haute de 4,5 mètres, rythmée par huit piliers alignés sur deux axes. Elle donnait sur la Garonnette et le quai de Tounis. Un escalier montait aux combles d'une hauteur d'environ 4 mètres, couverts d'une charpente en bois. Aujourd'hui, les quatre arches visibles de la rue sont les derniers vestiges de cette halle[12].